# Corbata de bolo

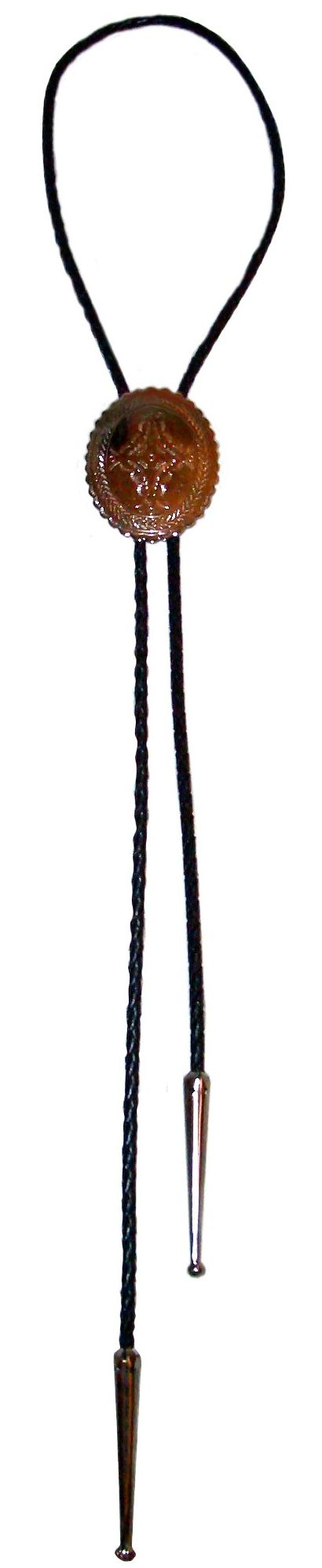
Corbata de bolo.

Una corbata de bolo (a veces llamada corbata de cordón o corbata vaquera) es un tipo de corbata que consiste en una pieza de cuerda o cuero trenzado con puntas de metal decorativas o herretes (agujetas) asegurados con un cierre ornamental o corredera.
En los Estados Unidos las corbatas de bolo están muy asociadas con la ropa wéstern, y son generalmente más comunes en las zonas del oeste del país. La corredera de la corbata de bolo y las puntas de plata han sido parte de las tradiciones de los hopi, navajo, zuñi y de la platería desde mediados del siglo XX.

## Orígenes
El platero Víctor Cedarstaff de Wickenburg, Arizona, afirma haber inventado la corbata de bolo en la década de 1940, y su posteriormente patentado, diseño de corredera.
Según un artículo en Sunset:

Víctor Cedarstaff iba montando en su caballo un día en que su sombrero voló. Cuidando de no perder la cuerda adornada de plata del sombrero, la deslizó alrededor de su cuello. Su compañero bromeó: "Que corbata bonita la que llevas, Vic". Una idea incubada, y Cedarstaff pronto creó la primera corbata de bola (el nombre se deriva de la boleadora, un lazo argentino).

Las boleadoras son armas arrojadizas hechas de peso unidas al extremo con cuerdas.
También se dice que la corbata de bolo es una creación pionera de América del Norte que se remonta entre 1866 y 1886. Hay una corbata de bolo en la exhibición en un puesto comercial en el Pueblo Zuñi, Nuevo México, dice que data de un año muy lejano.

## Historia
La corbata de bolo se hizo la corbata oficial de Arizona en 1971. Nuevo México aprobó una medida no vinculante para designar el bolo como corbata oficial del estado en 1987. El 13 de marzo de 2007, el gobernador de Nuevo México, Bill Richardson, firmó la ley que la corbata de bolo era ahora corbata oficial del estado. También en 2007, la corbata de bola fue nombrada corbata oficial de Texas por la Legislatura de Texas. Los políticos y los funcionarios de los estados del Oeste las usan a menudo, como el gobernador de Montana, Brian Schweitzer.
En el Reino Unido, las corbatas de bolo son conocidas como lazos de cordón. Eran populares entre los Teddy Boys de los años 1950, que las llevaron con trajes neoeduardianos.
Junto con otras modas de los años 1950, las corbatas de bolo reaparecieron gracias al look Rockabilly en la década de 1980. La corbata de bolo surgió brevemente como un accesorio de moda popular en el otoño de 1988, cuando se vio a algunas estrellas de Hollywood masculinas las usaron con frecuencia. Cadenas de tiendas como Jeans West y Merry-Go-Round vendieron múltiples opciones para todas las ocasiones.
Durante los años 1980 y 1990 las corbatas de bolo, algunas elegantes y caras, se vendieron en Japón, Corea y China. Algunas tenían las cuerdas de lujo, hechas a mano y puntas inusuales.

## Confección
Los bolos son fáciles de hacer, con atractivos objetos planos como pernos, monedas, reproducciones de plástico netsuke, piedras pulidas, adornos de árbol de Navidad, imanes de nevera, etc. Las cuerdas de cuero y el material de las cuerdas, clips y puntas, llamadas hallazgos están ampliamente disponibles de las empresas de suministro de joyería. Una pistola de silicona caliente puede unir a las piezas de manera rápida y fácil.